# Asstel
Die Asstel Versicherungsgruppe war ein Versicherungsunternehmen mit Sitz in Köln. Sie ging aus der 1895 gegründeten Central-Sterbekasse LEO bzw. der Kölnische Lebensversicherung a. G. hervor. 1990 wurde sie mit dem Berliner Verein Lebensversicherung auf Gegenseitigkeit verschmolzen und ab 1996 zur Asstel ProKunde Versicherungskonzepte GmbH umfirmiert. 2014 wurde sie mit der Gothaer Lebensversicherung AG  verschmolzen.

## Geschichte

Bis 2010 verwendetes Logo

Am 25. August 1895 wurde die Gründungsversammlung der Central-Sterbekasse LEO abgehalten, am 5. Dezember 1895 erfolgte die Genehmigung der LEO durch das preußische Ministerium des Innern. Aus politischen Gründen und wegen der inzwischen überkonfessionellen Geschäftspolitik erfolgte am 20. Juni 1937 die Umfirmierung der LEO in die Kölnische Lebensversicherung a.G. In der Mitgliederversammlung vom 5. Mai 1953 wurde der Beschluss der Umwandlung des Kirchlichen Versicherungsvereins gegen Haftpflicht auf Gegenseitigkeit in die Kölnische Sachversicherung auf Gegenseitigkeit gefasst. Am 11. Mai 1959 erfolgte die Unterzeichnung des Verschmelzungsvertrags der Katholische Hilfswerk Lebensversicherung auf Gegenseitigkeit, Berlin, mit der Kölnische Lebensversicherung a.G., welcher rückwirkend zum 1. Januar 1959 in Kraft trat.
Am 24. Oktober 1988 wurde der Vertrag über den Gleichordnungskonzern zwischen Berliner Verein Krankenversicherung auf Gegenseitigkeit und Kölnische Lebensversicherung auf Gegenseitigkeit unterzeichnet, der am 1. Januar 1989 in Kraft trat. Ein Jahr später, am 1. Januar 1990, wurde der Bestand mit dem des Berliner Verein Lebensversicherung auf Gegenseitigkeit verschmolzen. 1996 nahmen Vorstände der Berlin-Kölnische Versicherung und der Gothaer Versicherungsbank VVaG Verhandlungen zur Bildung eines Gleichordnungskonzerns auf; dem Zusammenschluss von Berlin-Kölnische und Gothaer stimmten Mitgliedervertretungen der Berlin-Kölnische Krankenversicherung auf Gegenseitigkeit und der Berlin-Kölnische Lebensversicherung auf Gegenseitigkeit im November desselben Jahres zu. Daraufhin wurde die Asstel ProKunde Versicherungskonzepte GmbH gegründet. Im Juni 1998 startete die Asstel Versicherungsgruppe mit den Umfirmierungen der Berlin-Kölnische Lebensversicherung auf Gegenseitigkeit in Asstel Lebensversicherung AG und der Berlin-Kölnische Sachversicherung AG in Asstel Sachversicherung AG.
Die Asstel Lebensversicherung AG wurde im Jahr 2014 mit Wirkung zum 1. Januar mit der Gothaer Lebensversicherung AG verschmolzen. Auch die Sachversicherungsgesellschaft wurde auf eine Gothaer-Gesellschaft übertragen werden.